# Livio Salvi
Pour les articles homonymes, voir Salvi.
Livio Salvi, né le 25 janvier 1977 à Bergame, est un chanteur italien, ancien membre du groupe ATC.

## Biographie
Jeune garçon, il se met à chanter et à danser et s'entraîne à Milan, Rome et Paris. Peu après, il s'inscrit dans des spectacles musicaux, apparaît à la télévision, et dans des campagnes publicitaires. Pendant un moment, il devient même membre d'un boys band italien, avant de venir en Allemagne pour jouer dans la comédie musicale Cats où il rencontrera trois personnes avec qui il se lancera dans le projet ATC.